# Хомули
Хомули (груз. ხომული) — село в Грузии, на территории Цхалтубского муниципалитета края (мхаре) Имеретия.

## География
Село находится в западной части Грузии, на расстоянии 4 километров к востоку от города Цхалтубо, административного центра муниципалитета. Абсолютная высота — 127 метров над уровнем моря.

## Население
По результатам официальной переписи населения 2014 года, в Хомули проживало 1510 человек (734 мужчины и 776 женщин). В национальной структуре населения грузины составляли 99,7 %, русские — 0,2 %.
| Год  | Население, человек |
| ---- | ------------------ |
| 2002 | 2036               |
| 2014 | ↘ 1510             |